# Acanthognathus brevicornis
Acanthognathus brevicornis (лат.) — вид муравьёв рода Acanthognathus из трибы Dacetini, встречающийся в тропических странах Центральной и Южной Америки (от Панамы до Бразилии). Скапус равен ширине головы и относительно короче, чем у других видов рода. Имеют красноватую окраску и мощные развитые мандибулы, по размеру сравнимые с мандибулами муравьёв рода Odontomachus.
Эти хищные муравьи живут небольшими колониями из не менее чем 30 взрослых особей. Длина рабочих около 4 мм. Усики самок и рабочих 11-члениковые, а самцов — 12-члениковые. Формула щупиков: 5,3 (нижнечелюстные + нижнегубные).